# Луїс Федеріко Лопес
Луїс Федеріко Лопес Андугар (ісп. Luis Federico López Andúgar, 8 травня 2001, Мурсія) — іспанський футболіст, воротар клубу «Реал Кастілья».

## Клубна кар'єра
Вихованець клубів «Барнес» та «Реал Мурсія», а 2015 року потрапив до академії столичного клубу «Реал Мадрид». З юнацькою командою вершкових до 19 років став переможцем Юнацької ліги УЄФА 2019/20, зігравши на турнірі у 8 іграх, в тому числі у фіналі проти «Бенфіки» (3:2). 3 2020 року став грати за резервну команду «Реал Кастілья».
У лютому 2023 року потрапив до заявки основної команди на Клубний чемпіонат світу 2022 року в Марокко, але на турнірі був дублером Андрія Луніна і на поле не виходив, а його команда стала чемпіоном світу.

## Виступи за збірну
У 2018–2019 роках грав за юнацьку збірну Іспанії до 18 років. 

## Титули і досягнення
- Переможець Юнацької ліги УЄФА (1): 2019-20
- Переможець Клубного чемпіонату світу (1): 2022